# Нічний експрес (поїзд Попасна — Київ)
«Нічний експрес» — пасажирський потяг № 20/19 сполученням Київ — Попасна. Протяжність маршруту потяга складає — 790 км. На даний потяг є можливість придбати електронні проїзні документи.

## Історія
1 жовтня 2018 року «Укрзалізниця» призначила новий потяг № 19/20 категорії нічний експрес сполученням Київ — Лисичанськ. Потяг сформований з вагонів, що пройшли капітально-відновлювальний ремонт (такі вагони, як у потяга «Чотири столиці»).
З 18 березня по 1 червня 2020 року не курсував через COVID-19, який було знову відновлено курсування за  звичайним графіком руху.
10 липня 2020 року маршрут руху потяга був продовжений до станції Попасна, щоб здійснювати безпересадкове сполучення із Лоскутівою та Попасною.

## Інформація про курсування
Потяг курсує цілий рік, щоденно. На маршруті руху потяг зупиняється на 8 проміжних станціях.
| Розклад руху потяга «Нічний експрес» з 10 липня 2020 року | Розклад руху потяга «Нічний експрес» з 10 липня 2020 року | Розклад руху потяга «Нічний експрес» з 10 липня 2020 року | Розклад руху потяга «Нічний експрес» з 10 липня 2020 року | Розклад руху потяга «Нічний експрес» з 10 липня 2020 року |
| Час прибуття                                              | Час відправлення                                          | Станція                                                   | Час прибуття                                              | Час відправлення                                          |
| --------------------------------------------------------- | --------------------------------------------------------- | --------------------------------------------------------- | --------------------------------------------------------- | --------------------------------------------------------- |
| —                                                         | 21:54                                                     | Київ-Пасажирський                                         | 08:46                                                     | —                                                         |
| 11:08                                                     | —                                                         | Попасна                                                   | —                                                         | 19:10                                                     |

## Склад потяга
Потяг складається з вагонів потяга № 31/32 «Чотири столиці».
Вагони потяга обладнані холодильниками, мікрохвильовими пічами, кавоварками, окремими табло з назвами станцій і температурою у вагоні. У кожному купе — розетки і софітні світлодіодні лампи, на вікнах замість штор — сучасні жалюзі. Нові вагони обладнані біотуалетами, тому провідникам не доводиться закривати санвузли в санітарних зонах.